# Civic Center (Manhattan)
Pour l’article homonyme, voir Civic Center.
Le Civic Center est un quartier de l'arrondissement de Manhattan, à New York, situé autour de l'hôtel de ville de New York (New York City Hall). Il est bordé à l'ouest par Broadway, au nord par Chinatown, à l'est par l'East River, et le Brooklyn Bridge, et au sud par le Financial District.
En plus du New York City Hall, le quartier abrite le Manhattan Municipal Building, Foley Square avec les sièges de la Cour suprême de New York et de tribunaux fédéraux, ainsi que l'Université Pace et le South Street Seaport.